# サーシャ・ゲゲチコリ
アレクセイ・“サーシャ”・アレクサンドロヴィチ・ゲゲチコリ（ロシア語: Алексей (Саша) Александрович Гегечкори、1887年12月5日 - 1928年6月7日）、民族名アレクシ（アレクサンドレ）・“サーシャ”・アレクサンドレス・ゼ・ゲゲチコリ（グルジア語: ალექსი (ალექსანდრე / საშა) ალექსანდრეს ძე გეგეჭკორი）は、グルジア人のボリシェヴィキ活動家。

## 生涯
1887年12月5日（ユリウス暦11月23日）、ロシア帝国クタイス県ナオガレジで貴族の家に生まれた。後にソ連内相ラヴレンチー・ベリヤの妻となるニーナは姪。ニーナの伯従父はグルジア民主共和国外相を務めたエヴゲニ。
1902年から革命運動に関わり、1908年にボリシェヴィキに入党。チフリス、バクー、ミングレリア、チェリャビンスク、ロストフ・ナ・ドヌで党細胞を組織し、繰り返し弾圧された。二月革命後はクタイスでボリシェヴィキ局の創設に参加し、翌1918年には党西グルジア参謀長としてメンシェヴィキ政権に対する暴動を指揮した。同年秋にはテレク州での白軍との闘いで重傷を負い、赤旗勲章を授与された。
1921年6月10日から12月14日までチフリス革命委員会議長、同年から翌1922年までグルジア革命委メンバー、同年から翌1923年までグルジア社会主義ソビエト共和国内務人民委員、1922年から人民委員会議副議長、1924年から農業人民委員を務めた。農業人民委員時代、ゲゲチコリはトビリシのホテルに同僚や友人らを集めてパーティーを開いたが、この時、泥酔したゲゲチコリは銃を乱射して1人を殺害する事件を起こしている（このパーティーでは女子職員や少年らがレイプされたとも言われる）。しかし、この事件はゲゲチコリの義甥でグルジア共和国GPU長官のベリヤによってもみ消された。
その後、ゲゲチコリはグルジア共産党中央委、全グルジア中央執行委、ソビエト連邦中央執行委のメンバーも務め、第11回と第15回の連邦党大会にも出席したが、1928年6月7日、戦争の後遺症を苦にしてトビリシで自殺した（公金横領あるいは党の倫理規定違反に問われ、自殺に追い込まれたとも言われる）。
グルジアの都市マルトヴィリおよびマルトヴィリ地区は、ゲゲチコリを記念して1936年から1991年まで「ゲゲチコリ」および「ゲゲチコリ地区」と呼ばれた。